# Jan Mattheus
Jan Mattheus (Torhout, 3 april 1965) is een Belgisch voormalig wielrenner.

## Carrière
Mattheus veroverde verschillende Belgische kampioenschappen bij de amateurs en reed in 1988 de wegwedstrijd op de olympische spelen waar hij 11e werd. Hij reed tweemaal Milaan-San Remo en won een aantal kleinere wedstrijden.

## Overwinningen

### Baan
| Jaar     | BK                                            | EK       | WK       | Overige  |
| Amateurs | Amateurs                                      | Amateurs | Amateurs | Amateurs |
| -------- | --------------------------------------------- | -------- | -------- | -------- |
| 1986     | achtervolging · puntenkoers · omnium          |          |          |          |
| 1987     | achtervolging · omnium · ploegenachtervolging |          |          |          |

### Weg
1985
Omloop van de Westhoek
1988
Omloop van de Westhoek
1990
Izenberge
1992
Liedekerkse Pijl
1993
Sint-Elooisprijs
GP Lanssens Crelan
1994
GP Roger De Vlaeminck
Wielerploegen van Jan Mattheus
Cordes ·
Fuchs ·
Gansler ·
Godimus ·
Gölz ·
Heylen ·
Jagt ·
Jakobs ·
Maassen ·
Mattheus ·
Nijdam ·
Poels ·
Segers ·
Solleveld ·
Tolhoek ·
E. Van Hooydonck · 
G. Van Hooydonck ·
Verhoeven (tot 31/07) ·
de Vries ·
Wijnants
Cordes ·
De Keulenaer ·
Fuchs ·
Gänsler ·
Gölz ·
Maassen ·
Mattheus ·
Nijdam ·
Poels ·
Segers ·
Solleveld ·
Tolhoek ·
Vanderaerden ·
E. Van Hooydonck ·
G. Van Hooydonck ·
Veenstra ·
de Vries ·
Winnen ·

van de Meulenhof (stagiair) 